# Keletelés
Keletelt az olyan templom, amelynek tengelye kelet–nyugati tájolású, és a belső elrendezése olyan, hogy a hívők és a celebráló papok kelet felé fordulva imádkoznak. A nyugati keresztény templomokban a főoltár (a főhajót lezáró apszis) néz kelet felé.

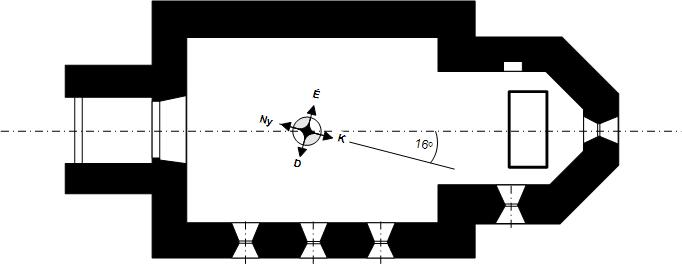
Árpád-kori templom alaprajza (Velemér)

## Eredete
Már jóval a kereszténység megjelenése előtt találkozunk a szakrális helyek - oltárok, templomok, sírok - valamilyen égtáj szerinti tájolásával (Stonehenge). A felkelő Nap, az éjszaka sötétjét elűző Fény szimbolikája a legtöbb ősi, a tételes vallások megjelenése előtti kultúrában fellelhető. Vélhető, hogy a keletelés (orientálás) e mítosz lecsapódása. A kereszténység ezt az értelmezést saját misztériumainak megfelelően módosította: „A templomok azért forduljanak kelet felé, ahol a Nap kél, mert bennük az igazság Napját imádjuk és úgy mondják, hogy keleten volt a Paradicsom…” (Honorius Augustodunensis, 11-12. sz.) A muszlimok számára kezdetben a keleti irány Mekkára mutatott, s az iszlám ázsiai terjeszkedésével ez utóbbi kapott nagyobb hangsúlyt, s ma már Mekka felé fordulva végzik a mindennapi imádságukat.

## Története
A keresztény templomok keleti tájolásának közvetlen előképe a zsidó Szentsátor, amely a pusztai vándorlás alatt keleten megígért Éden felé mutatott. A Salamon (i. e. 971-926) által felépített jeruzsálemi Templom e szokás véglegesítésének tekinthető (I. Kir. 6,1-14; II. Krón. 3-4.). A Nagy Heródes (i. e. 37-4) alatti átépítésekor megtartották az orientációt. Miután a zsidó háborút követően Titus leromboltatta (i. sz. 70.), a diaszpóra zsidósága a zsinagógák építésénél megtartotta ezt a szokást, amely a máig érvényben van: a Tóra tekercseit tároló fülke mindig az épület keleti oldalán van.
A korai keresztény gyülekezetek imahelyei, vacsoratermei, háztemplomai is ezt a szakrális elrendezést követték, bár a keletnek fordulást időnként a gyülekezettel szemben miséző papra vonatkoztatták. A keresztény kánon írásos előzménye az i. sz. 200 körül keletkezett Apostoli Útmutatás: "Kelet felé fordulva kell imádkoznotok...". Jó egy évszázaddal később Athanasius (296-373) már a templom helyes tájolásáról ír: "… az imádkozók arccal az oltár felé fordulva a felkelő Napot, Krisztus jelképét látják…". A fordított tájolás szokására utal Sidonius Apollinaris (430-483), amikor a templomok építőit így instruálja: "…a homlokzat a napéjegyenlőségi napkelte irányába nézzen…". Ez annál is meglepőbb, mert a niceai zsinat i. sz. 325-ben már előírta a keletelés általános szabályait. Az ortodox (bizánci rítusú, kopt stb.) templomok építésénél máig érvényes szabály nyugaton a tridenti zsinat (1545-63) óta nem kötelező. A reformált egyházak is ugyanezt a gyakorlatot követik templomaik tájolásánál.

## A keletelés változatai

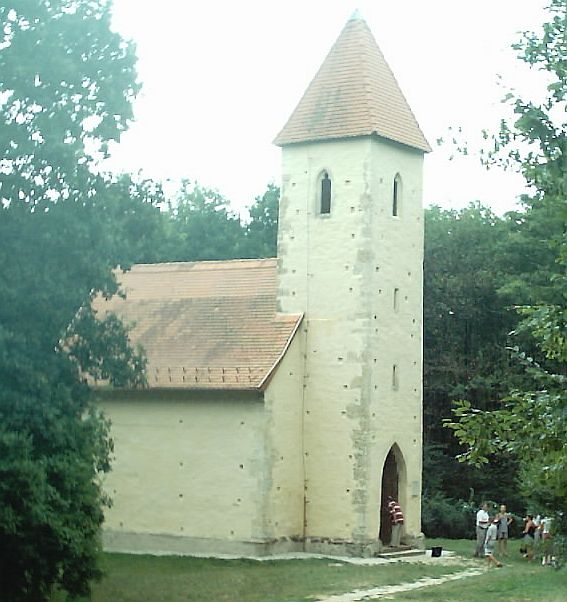
A veleméri Árpád-kori templom. A szentély kelet felé néz, így a torony és a bejárat nyugatra esik

A kereszténység kezdeteinél még csupán a nagyjából keleti irány betartására törekedtek az építkezések tájolásánál. Különösen ezt a pontatlan beállítást követték, ha egy korábbi épület helyére került a templom, s annak falait is felhasználták. A tényleges (földrajzi) keleti irányt a középkori templomoknak csak mintegy ötödében sikerült tetten érni, holott a 11-12. században már egyházi szabály írta ezt elő. A legtöbb esetben valamilyen nevezetes ünnep napkeltéjének irányát jelölték ki. Néhány változat:
- Napéjegyenlőségi keletelés: a Nap a tavaszi (március 20.) vagy az őszi (szeptember 23.) napéjegyenlőség napján a tényleges keleti irányban kél. A pontos irány azonban a négyévenkénti szökőnap miatt némileg változik és különösen nagyok voltak az eltérések a Gergely-naptár (1582) bevezetése előtt. Kisebb eltérések adódtak az alapok kitűzésénél akkor is, ha az épület keleti horizontját hegyek takarták el.
- Napfordulós keletelés: az ugyancsak némiképp változó nyári (június 22.) vagy téli (december 21.) napforduló napkeltéjének irányát jelölték ki. Speciális esetnek tekinthető, hogy a középkorban a nyári napfordulót Szent Iván napján (június 24.) ünnepelték, ami néhány fokos irányeltérést okozott.
- Védszent-napi keletelés: a leggyakoribb középkori tájolás a templom védszentjének, patrónusának nevenapján a felkelő Nap kelésének megfigyelésével történt. Az így keletelt templomok főtengelye a csillagászati égtájakkal különböző szöget zár be. A képen látható veleméri templomot a Szentháromság-vasárnapi napkeltére orientálták. Ez okozza az alaprajzon is látható {\displaystyle 16^{o}}-os eltérést. Az ünnep a húsvéti ünnepkör része, tehát évenként változó, az alapítás évében kellett az építőknek az alapirányt meghatározni.